# Johnny Doyle
Pour les articles homonymes, voir Doyle.
Johnny Doyle (né le 11 mai 1951) est un footballeur écossais décédé le 19 octobre 1981 à la suite d'une électrocution à son domicile alors qu'il était encore joueur du Celtic FC. Il avait été signé chez les Bhoys en provenance d'Ayr United par le célèbre entraîneur Jock Stein.